# Berthold Schneider (Dramaturg)
Berthold Schneider (* 1965 in Marburg an der Lahn) ist ein deutscher Intendant, Regisseur und Dramaturg.

## Leben
Nach einem Klavierstudium an der Musikakademie der Stadt Kassel nahm Schneider ein Studium der Musiktheaterregie an der University of Iowa in den Vereinigten Staaten von Amerika auf. Daran anschließend arbeitete er zwischen 1992 und 1997 als Musikdramaturg zunächst am Staatstheater Braunschweig, später an den Städtischen Bühnen Münster und schließlich am Nationaltheater Mannheim.
Einen Namen gemacht hat er sich vor allem durch die Inszenierung von Großprojekten im Grenzbereich zwischen Musik und bildender Kunst. Beachtung fanden hier vor allem die von ihm inszenierte Berliner Erstaufführung der Oper Einstein on the Beach von Philip Glass und Der Ring des Nibelungen Abenteuer in Stereo in den Räumlichkeiten der früheren Staatsbank der DDR in Berlin. Hier entstand unter dem Namen staatsbankberlin ein Zentrum für Konzerte, Opern, Lesungen, Diskussionen, dessen künstlerischer Leiter Berthold Schneider war.
Von 2005 bis zu seinem Wechsel ins Saarland im Jahr 2006 bekleidete er das Amt des Chefdramaturgen an der Oper Dortmund. Bis Sommer 2012 war er Operndirektor des Saarländischen Staatstheaters in Saarbrücken. Von 2012 bis 2014 arbeitet er als Referent für internationale Kooperationen für die English National Opera, in der darauffolgenden Saison als Operndirektor für das Staatstheater Darmstadt.
Ab der Spielzeit 2016/2017 war Schneider sieben Jahre lang Opernintendant der Wuppertaler Bühnen. Unter der Intendanz von Berthold Schneider wurde die Oper Wuppertal stark international vernetzt (Koproduktionen u. a. mit der English National Opera, London, der Deutschen Oper Berlin oder dem Theater Klagenfurt). Bereits in der ersten Spielzeit der Intendanz gewann das neu engagierte Ensemblemitglied Catriona Morison den international renommierten Wettbewerb „BBC Cardiff Singer of the World“ in beiden Kategorien Oper und Lied. Für die von Berthold Schneider konzipierte Werbekampagne „Wir lieben WOpertal“ wurde die Oper Wuppertal mit dem Designpreis „Lisa 2018“ ausgezeichnet. Das seit 2016 jährlich stattfindende Festival Sound of the City, das Oper und Stadtgesellschaft in engen Austausch miteinander bringt, wurde 2019 in die Förderung des Landes NRW im Rahmen des Programms „Neue Wege“ aufgenommen.
Das Wuppertaler Haus wurde bei Kritikerumfragen z. B. in Die Welt, Opernwelt oder beim Deutschen Theaterpreis Der Faust in Kategorien wie „Beste Inszenierung“, „Bestes Theater“ oder „Beste Nachwuchskünstler“ nominiert. Weithin beachtete Wuppertaler Produktionen waren die erste Musiktheaterarbeit des Inszenierungskollektivs Rimini Protokoll mit John Cage‘s „Europeras 1&2“ (2019), die erste Inszenierung im westlichen Ausland des russischen Jungstars Timofey Kulyabin mit Rigoletto (2016) oder die Inszenierung von Luisa Miller durch die Gewinnerin der Opera Awards 2017, Barbora Horáková Joly. Im Herbst 2019 wurde das auf Berthold Schneiders Initiative hin gegründete „Opernstudio NRW“ eröffnet – eine Kooperation des Aalto-Theater Essen, der Oper Dortmund, des Musiktheater im Revier Gelsenkirchen und der Oper Wuppertal, gefördert durch das Land NRW.

## Auszeichnungen
- Preis der deutschen Theaterverlage 2009: Bestes Opernprogramm für das Saarländische Staatstheater
- Theatertreffen Berlin 1995: Stipendium
- Istituto Italiano di Cultura 1994: Stipendium
- Richard-Wagner-Stipendienstiftung 1994: Stipendium
- UI Fine Arts Council 1991: Förderpreis